# Всероссийский селекционно-технологический институт садоводства и питомниководства
ФНЦ Садоводства — учреждение в системе Министерства науки и высшего образования Российской Федерации, расположенный в Москве в районе Бирюлёво Восточное.
В учреждении функционируют научные отделы и лаборатории, имеется аспирантура и докторантура, издаётся журнал «Садоводство и виноградарство», сборник научных работ «Плодоводство и ягодоводство России».  га.

## История

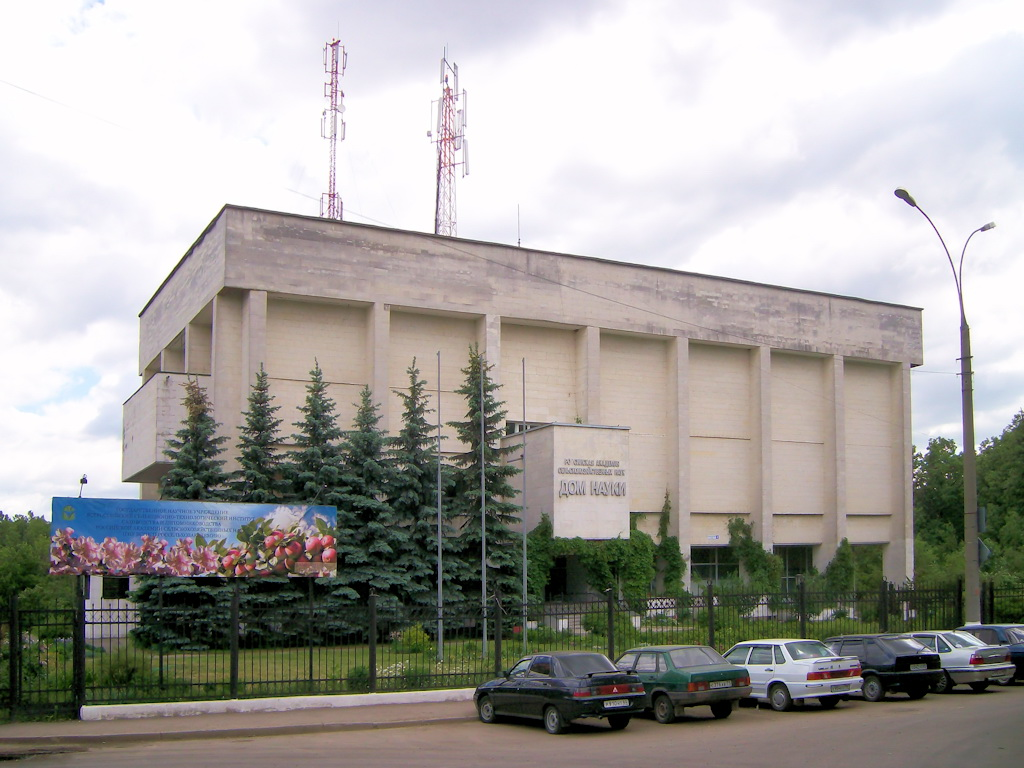
Дом науки Россельхозакадемии при институте садоводства

История института началась с решения Наркомзема РСФСР о создании Московской плодово-ягодной опытной станции в апреле 1930 года. Постановлением Совета Министров РСФСР от 8 сентября 1960 года станция была преобразована в Научно-исследовательский зональный институт садоводства нечернозёмной полосы. 8 декабря 1992 года институт получил современное название.
Итогом более чем 80-летней работы института стали коллекции плодово-ягодных сортов насчитывающие 1410 образцов и 1797 цветочно-декоративных культур, ввод в культуру нетрадиционных пород, таких как облепиха, ежевика, калина, рябина и т.д. Выведены высокоурожайные, зимостойкие сорта плодово-ягодных пород, разработаны эффективные схемы возделывания и защиты растений от вредителей и болезней, решены вопросы содержания почвы, питательный режим и методы хранения урожая, разработан ряд ягодоуборочных машин, комбайнов, агрегатов для ухода за садами и пр.
Институт активно сотрудничал с родственными зарубежными учреждениями Польши, Болгарии, Германии, Франции, Италии, Великобритании, продолжается эта работа и сейчас в первую очередь с институтами садоводства стран СНГ. Экономистами института совместно с другими специалистами разработана концепция развития промышленного садоводства России до 2020 года.
В последние годы институт садоводства часто посещают руководители Министерства сельского хозяйства РФ, Россельхозакадемии и города Москвы. При проведении в 2009 году отчётно-выборной сессии Россельхозакадемии институт посетили: Первый заместитель Председателя правительства В. А. Зубков и заместитель Министра сельского хозяйства А. В. Петриков, с деловыми предложениями в институт приезжали мэр Москвы Ю. М. Лужков и его первый заместитель П. П. Бирюков. 13 июля 2006 года в Доме науки, при институте, по инициативе дирекции состоялось выездное заседание Совета по вопросам агропромышленного комплекса России при Председателе Совета Федерации Федерального Собрания С. М. Миронова, который подчеркнул:
…Продукция садоводства в прямом смысле слова обеспечивает здоровье нации…

## Направление деятельности
В институте проводятся научные исследования в области садоводства по таким направлениям, как селекция, биотехнология, питомниководство, агротехника, агрохимия, защита растений, физиология и биохимия растений, механизация сельскохозяйственного производства на плодовых, ягодных, декоративных растениях, сельскохозяйственных машинах и агрегатах.
Располагает уникальная техникой и оборудованием, включая хроматографы, микроскопы и т. д. Результатами исследований являются законченные разработки, такие, как новые технологии производства посадочного материала — саженцев, новые сорта садовых растений: слива «Память Тимирязева», смородина «Победа», крыжовник «Смена» и «Мысовский», новые сельскохозяйственные машины.

## Структура
В структуру ФГБНУ ВСТИСП входят институт и опытно-научная база.
Директор - Куликов Иван Михайлович
ИНСТИТУТ
| Центр генетики, селекции и интродукции садовых культур (зав. Данилова Анна Александровна) - Отдел генетики и селекции плодовых и ягодных культур - Вологодский опорный пункт (Вологодская обл.) - Кокинский опорный пункт (Брянская обл.) - Лаборатория декоративных культур - Лаборатория физиологии                           |
| Центр генофонда и биоресурсов растений - Научно-исследовательский отдел генофонда - Лаборатория зерновых культур - Лаборатория зернобобовых и кормовых культур - Лаборатория овощных культур и картофеля - Лаборатория садовых культур - Лаборатория биохимии - Научно-экспериментальный отдел - Машинно-тракторный парк центра |
| Отдел биотехнологии и защиты растений (зав. Упадышев Михаил Тарьевич) - Лаборатория биотехнологии - Лаборатория вирусологии - Лаборатория фитопатологии и энтомологии |
| Лабораторно-аналитический центр агрохимии, почвоведения и агроэкологии |
| Исследовательский центр инновационных технологий в садоводстве (зав. Воробьёв Вячеслав Филиппович) - Отдел питомниководства - Отдел агротехнологий - Сектор механизации трудоёмких процессов в садоводстве |
| Научно-информационный центр - Научная библиотека - Сектор патентно-лицензионной работы - Сектор издательской деятельности - Выставочно-информационный центр |
| Отдел экономики и организации садоводства |
| Отдел координации научных исследований (зав. Борисова Антонина Александровна) |
| Центр испытаний инновационных технологий |

 ОПЫТНО-НАУЧНАЯ БАЗА
| Оренбургская опытная станция садоводства и виноградарства (г. Оренбург) |
| Свердловская селекционная станция садоводства (г. Екатеринбург)         |
| Льговская опытная станция (Курская область, г. Льгов)                   |